# 丹羽長富
丹羽 長富（にわ ながとみ）は、江戸時代後期の大名。陸奥国二本松藩9代藩主。官位は従四位下・侍従、左少将。丹羽家第10代。

## 略歴
8代藩主・丹羽長祥の長男。母は中村氏。
文化10年（1813年）11月19日、父・長祥の死去により家督を継いだ。同年12月16日、従五位下左京大夫に叙任した。文政元年（1818年）12月16日、従四位下に昇進した。天保元年（1830年）12月16日、侍従に任官した。嘉永3年（1850年）12月16日、左少将に任官した。安政5年（1858年）10月11日、隠居し六男・長国に家督を譲った。
慶応2年（1866年）7月3日、死去した。

## 系譜
父母
- 丹羽長祥（父）
- 中村氏 ー 側室（母）

正室
- 益 ー 有馬頼端の娘

側室
- 岡氏
- 飯島氏
- 松尾氏
- 五味氏

子女
- 丹羽長国（六男）生母は松尾氏（側室）
- 稲葉正邦[注釈 1]（七男）生母は五味氏（側室）
- 水野勝知[注釈 2]（八男）生母は松尾氏（側室）
- 矩姫 ー 徳川慶勝正室、生母は松尾氏（側室）
- 琴 ー 木下利恭正室、生母は飯島氏（側室）
- 政姫 ー 徳川茂徳正室、生母は五味氏（側室）
- 照姫 ー 戸田氏良正室
- 美姫 ー 内藤政憲正室後に岩城隆邦室